# И-16
И-16 е съветски самолет-изтребител, създаден в средата на 30-те години на 20 в. Това е първият съветски сериен изтребител-моноплан с прибираемо в полет шаси. В годините преди Втората световна война за света той е олицетворение на ВВС на Червената армия, а в Съветския съюз изображенията му могат да се видят буквално навсякъде – от детските буквари, до официозния вестник „Правда“. Гръбнак на съветските военновъздушни сили, той е продаван и зад граница и взима участие в много от въоръжените конфликти през 30-те години. Към момента на създаването му неговата конструкция е изключително напредничава, но към лятото на 1941 г., когато Германия напада СССР, вече е безнадеждно остарял. Въпреки това този изтребител изиграва завидна роля в началния период на войната.

## Създаване
Създаването на станалия по-късно легендарен изтребител започва още в началото на 30-те години. Неговият конструктор, талантливият Николай Поликарпов, освободен от шарашката за създаването на изтребителя И-5, получава назначение в ръководената от П. О. Сухой конструкторска бригада №3 от ЦКБ-ЦАГИ, като негов заместник. В този момент бригадата разработва изтребителя И-14 – моноплан с гофрирана метална обшивка и прибираемо в полет шаси. Поликарпов по своя инициатива разработва вариант на тази машина като биплан (бъдещият И-15). Командващият ВВС Я. Алкснис решава, че проектът си заслужава да бъде довършен, и назначава Поликарпов за ръководител на конструкторска бригада, натоварена със задачата. Приблизително по това време се появяват и първите начертания по проекта И-16.
В началото на 1933 г. ЦАГИ и ЦКБ се разделят и Поликарпов е назначен за ръководител на бригада № 2, специализирана в проектирането на изтребители. В нея се работи паралелно по два типа самолети – бъдещите И-15 и И-16. През май 1933 г. военните проявяват интерес към И-16 и официално дават задача на Поликарпов за окончателната му разработка, но не го включват в държавния план. По този начин създаването на машината, получила работното название ЦКБ-12, тече полулегално.
През лятото на 1933 г. обликът на самолета вече придобива реални черти – моноплан с ниско разположено крило, вретеновидно тяло, прибираемо шаси и напълно закрита пилотска кабина. Конструкторите настояват на самолета да се използва двигател „Wright Cyclone“ американско производство, но по предложение на Алкснис е избран перспективният съветски М-22. Макар и с по-малка мощност от американския, разчетите показват, че изискваната скорост от 300 км/ч на 5000 м височина може да бъде постигната и с него. Работите по конструирането набират скорост, макетната комисия минава успешно и е разчетено, че новият изтребител ще покрие всички изисквания на военните и дори ще надмине исканата скорост. Така, на 22 ноември 1933 г., преди самолетът да е направил и един полет, е решено да бъде пуснат в серийно производство под името И-16.
Първият полет на новия изтребител е на 30 декември 1933 г. За изпитания са построени два екземпляра, като първият е с руски двигател М-22, а вторият – с американския „Wright Cyclone F2“. Тъй като изпитанията започват в зимни условия, самолетите вместо с шаси са оборудвани със ски, което донякъде влошава аеродинамиката им и по тази причина са прехвърлени на полуостров Крим, където да покажат реалните си качества. Въпреки известното преимущество в скорост и скороподемност на варианта, оборудван с американски двигател, е избран този с руския, тъй като при „американеца“ се появяват нежелани, опасни и трудно отстраними вибрации в полет. В началото има известни опасения от поведението на самолета в критични режими на полета и при свредел, предизвикани от поведението на конкурента И-14 в същите условия, но те бързо са опровергани. Самолетът е много маневрен и се държи отлично във въздуха.
Серийното производство на самолета започва през 1934 г., но се развръща истински на следващата година, за да продължи до 1942 г.
| Завод              | 1934 | 1935 | 1936 | 1937 | 1938 | 1939 | 1940 | 1941 | 1942 | Общо  |
| ------------------ | ---- | ---- | ---- | ---- | ---- | ---- | ---- | ---- | ---- | ----- |
| №39 Москва         | 50   | 4    | 4    |      |      |      |      |      |      | 58    |
| №21 Нижни Новгород |      | 527  | 902  | 1881 | 1070 | 1571 | 2207 | 336  |      | 8494  |
| №153 Новосибирск   |      |      |      | 6    | 105  | 264  | 503  | 423  |      | 1301  |
| №458 Ростов на Дон |      |      |      |      |      |      |      | 356  | 83   | 439   |
| Общо               | 50   | 531  | 906  | 1887 | 1175 | 1835 | 2710 | 1115 | 83   | 10292 |

## Първата група за висш пилотаж
Докато текат изпитанията на опитните екземпляри, слухът за новия изтребител се понася из кабинетите на висшето ръководство на държавата и през ноември 1934 г. партийна делегация начело със Сталин пристига на летището, където се провеждат изпитанията. В това време пилотът В. П. Чкалов изпълнява фигури от висшия пилотаж с новата машина. Сталин остава доволен от видяното и след разговор с конструкторите и пилотите, в който всички твърдят, че новият самолет е нужен на СССР, се взима решение за създаването на специална демонстрационна пилотажна група от пет И-16. Самолетите – олекотени И-16 с новите американски двигатели „Wright Cyclone F3“ – са построени в Авиозавод № 39, като поръчката за тях получава името „Сталинско задание“. Оцветени са изцяло в червено, като само обтекателите на двигателите са в черно.
Решено е първият полет пред широка публика да бъде проведен на празника 1 май 1935 г. над Червения площад. След дълги и опасни тренировки, на 1 май петте червени самолета, застанали плътно един до друг (разстояние между крилата 1 – 2 м) във формата на петолъчка, прелитат с рев ниско над московските покриви и като един започват да изпълняват фигури от висшия пилотаж в московското небе, без да развалят формацията. Наблюдаващите са възхитени, веднага след кацането пилотите са повишени в чин и получават солидни за времето си парични премии. В това време К. Е. Ворошилов лично звъни на командира на групата – В. К. Кокинаки с думите: „Другарят Сталин е възхитен от майсторството на пилотите и моли още веднъж да прелетите над Москва!“
Вечерта пилотите (сред тях и Чкалов, който иначе не участва в демонстрациите) са поканени на тържествена вечеря в Кремъл, а на следващия ден Сталин отново отива на летището, където наблюдава полета на Чкалов. След кацането той прегръща и разцелува пилота и оттогава Чкалов става най-известния пилот в Съветския съюз, а И-16 – любимият самолет на Сталин.
В края на май 1935 г. групата е демонстрирана и на френския министър Лавал, който, изумен от видяното, след завръщането си във Франция, организира подобна пилотажна група. Съветската група взема участие в още много въздушни демонстрации и просъществува до 1940 г.

## Имената на изтребителя
И-16 е познат с много прозвища. Най-известното в СССР е „Ишак“, което на руски означава „магаренце“. Това име му е дадено от съветските летци, които виждат в него работния кон (магаре) на съветските ВВС, правейки връзка с първата буква от името му. Официалната пропаганда ги нарича „ястребчета“ (на руски: „ястребки“). В Испания самолетът е наричан различно – националистите на Франсиско Франко и някои авиационни издания ги наричат „Боинг“, тъй като мислят, че това е версия на американския P-26; републиканците им дават името „Моска“ (на испански: „Mosca“ – „Муха“), предполага се, че това име всъщност идва от надписите „МОСКВА“ на сандъците, в които пристигат самолетите (основната част от тях са изпратени по море с корабен транспорт). В Испания И-16 получава и немския си прякор „Рата“ (на немски: „Ratte“ – „плъх“). Според една версия този прякор е получен по време на бомбардировка на Мадрид, при която немските бомбардировачи са атакувани от самолети И-16 и един от немските пилоти изкрещява по радиото, че изтребителите са навсякъде и налитат като плъхове. Според друга – прозвището идва от един от тактическите прийоми, използвани от руснаците, при който противниковите самолети са атакувани отдолу и изтребителите все едно изскачат изпод земята като плъхове. Немците наричат И-16 така и по-късно, през Втората световна война.
Когато И-16 постъпва на служба в Китай, там му дават името Янцзу („Лястовичка“), а по време на конфликта при р. Халхин Гол, Монголия, той получава и японското си прозвище – „Абу“ („овод, конска муха“).

## Бойна биография

### В Испания
По време на Гражданската война в Испания СССР застава на страната на републиканското правителство и започва да му оказва помощ с военна техника и хора (т. нар. доброволци). Сред образците военна техника, изпратени от Съветския съюз и закупени от Испания, е и И-16. Първите И-16 (16 машини) пристигат в Испания на 25 октомври 1936 г., на следващия ден още 15 и т.н., за да достигнат числото 455 И-16 и 20 УТИ-4 (двуместната учебна версия на самолета) изпратени машини, от които пристигат съответно 422 и 4.
Първият боен полет на машината в испанското небе е на 9 ноември 1936 г. – свалени са 4 изтребителя He-51 без собствени загуби, а първият свален И-16 е на 17 ноември от изтребители италианско производство FIAT CR-32. И-16 се сражават над Мадрид, при Брунете, Белчите, Теруел, в битката при р. Ебро, Естремадура, Каталонската кампания – по всички фронтове на войната. В Испания специално за И-16 съветският пилот С. И. Грицевец разработва тактиката „Соколов удар“, при която строят на противниковите самолети е атакуван от височина с пикиране, удар и излизане от атаката по вертикалната ос. При първото ѝ използване, на 14 август 1938 г., тя е толкова неочаквана за противника, че атакуваната група губи управление и няколко самолета падат на земята в пламъци. Пилотите с И-16 използват и друг тактически прийом, осигуряващ внезапност на нападението – приближават се към противника ниско над земята на бръснещ полет и атакуват отдолу.
По време на войната в Испания се разкриват силните и слабите страни на самолета – той е бърз, маневрен, но слабо въоръжен – две 7.62-мм картечници ШКАС (първите варианти). Откриват се и някои конструктивни недостатъци, което довежда до модернизирането на изтребителя.

### В Китай
Докато Гражданската война в Испания е още в разгара си, на 7 юли 1937 г. избухва Втората китайско-японска война. Италия и Германия отказват помощ на китайците и Чан Кайшъ се обръща към СССР. Виждайки заплаха за Съветския съюз в действията на Япония, Сталин се съгласява да окаже помощ и на 21 август 1937 г. е подписан петгодишен договор за ненападение между СССР и Китай със секретен анекс, според който Съветският съюз се задължава да достави военна техника на Китай, включително самолети, както и военни инструктори. Първите И-16 пристигат в Китай през втората половина на ноември 1937 г. и още на 21 същия месец над гр. Нанкин 7 И-16 (с руски пилоти) водят бой с 20 японски самолета. Свалени са два японски изтребителя А5М и един бомбардировач без загуби от руска (китайска) страна.
И-16 са използвани от китайските ВВС през цялата война. В периода до 1939 г. част от тях са управлявани от съветски пилоти „доброволци“, които дават 200 жертви. В началото на конфликта И-16 почти няма равностойни противници, но с появата през лятото на 1940 г. на новия японски изтребител A6M „Зеро“ нещата рязко се променят в неблагоприятна насока.

### Халхин Гол
На 11 май 1939 г. започва съветско-японският въоръжен конфликт при река Халхин-Гол, Монголия. Той е предизвикан от Япония, искаща да разшири границите на марионетната държава Манджоугуо, създадена от нея на територията на Манджурия като плацдарм за бъдещо нахлуване в Съветския съюз. СССР още преди това е заявил, че „ще защитава границите на Монголия като своите собствени“ и сблъсъкът става неминуем.
По това време в Монголия, съгласно Протокола за взаимопомощ от 1936 г., се дислоцира 57-и съветски специален корпус, в чийто състав е и 70-и ИАП (изтребителен авиационен полк) с четиринадесет И-15 бис и двадесет и четири И-16, но той има много ниска степен на боеготовност и слабо обучени пилоти. Пристига и 22-ри ИАП с тридесет и четири И-15 и двадесет и осем И-16, чиито самолети са в по-добро техническо състояние, но бойната подготовка на пилотите също е слаба. На 27 май 1939 г. над езерото Буин-Нур шест И-16 от 22-ри ИАП се сблъскват с девет японски изтребителя Ки-27. Японците свалят два и повреждат тежко три съветски изтребителя без собствени загуби. Това налага изпращането на 48 от най-опитните пилоти и техници, които пристигат в района на конфликта на 29 май 1939 г.
Боевете във въздуха се водят с променлив успех до края на битката при Халхин-Гол. За последен въздушен бой се смята отразяването на японско въздушно нападение на 15 септември, при което са свалени 10 японски самолета срещу 6 съветски (един И-16 и пет И-153).
Над Монголия за първи път в авиационната история са използвани ракетни снаряди в качеството им на ракети „въздух-въздух“. На 20 август 1939 г. пет И-16, въоръжени с реактивни снаряди РС-82 под крилете, атакуват група японски бомбардировачи и изтребители. Резултатите са впечатляващи – два изтребителя са свалени, строят на японците е разрушен, бомбардировачите се освобождават от товара си и се връщат. Групата, въоръжена с реактивни снаряди, извършва 85 бойни полета от 20 август до 15 септември, сваляйки 13 японски самолета. Японците са заинтересовани от новото оръжие, но така и не успяват да го разгадаят – стигат до извода, че руснаците са намерили начин да използват 76-мм артилерийски оръдия на самолети.

### Зимната война
На 30 ноември 1939 г. съветските войски нахлуват във Финландия, с което се поставя началото на т. нар. Зимна война (1939 – 1940 г.). Във военната авиация на Съветския съюз, участваща в конфликта, се наброяват около 375 И-16, повечето от остарелия тип 5. Въпреки малочислеността си, финландците са много добре подготвени и мотивирани и боевете са затягат. Почти няма съветски данни за резултатите от въздушните боеве от този период, но според финландски данни само през декември 1939 г. са свалени 11 И-16. Първият бой на самолета във Финландия е на 1 декември 1939 г., когато група И-16 се сблъскват с двойка Bristol Bulldog. Единият финландски самолет е свален, както и един И-16 (според финландската страна). Според руската – в този бой няма свалени съветски машини. В началото на 1940 г. във финландските ВВС постъпват на въоръжение по-модерни самолети: английските Gloster Gladiator Mk.II, италианските Fiat G.50 и френските Morane-Saulnier MS.406 С1, с което положението за съветските пилоти се утежнява. Въпреки това „сталинските соколи“ се бият самоотвержено. Един от най-успешните боеве за тях (с резултати, потвърдени от двете страни) е на 29 февруари 1940 г. край гр. Руоколахти, когато финландски самолети са вдигнати във въздуха, за да прехванат 6 И-153 и 18 И-16 от 68-и ИАП. Руснаците атакуват излитащите самолети и с първата атака свалят три Gloster Gladiator. В последвалия въздушен бой са свалени още два „Гладиатора“ и един Fokker D.XXI. Съветските загуби са един свален И-16 и един, който се удря в дърво при маневриране близо до земята.
Освен като изтребители, в тази война И-16 са използвани и като щурмови самолети. За целта са използвани въоръжени с 20-мм оръдия И-16 тип 17, както и такива, въоръжени с картечници и реактивни снаряди под крилата.
Студената зима допълнително затруднява съветските пилоти. Механизмите за вдигане на шасито (което се вдига ръчно) замръзват и често те са принудени да летят със спуснати или полуприбрани шасита. Една немалка част от изтребителите са с открити кабини, което прави полетите в арктическите условия много тежки. Става ясно, че самолетът вече е остарял.

### Великата Отечествена война
Според официални съветски данни към 22 юни 1941 г., когато започва Германо-съветската война, в съветските ВВС на западните военни окръзи има 4226 изтребителя, от тях 1635 (39%) И-16. Във ВВС на противовъздушната отбрана процентът на И-16 достига до около 65%.
Според статистиката въздушните победи на И-16 през първия ден от войната са 38, но само авиацията на Западния военен окръг губи през деня 528 самолета на летищата и 210 във въздуха. От тях 387 са изтребители. Положението в другите военни окръзи не е по-добро. Въпреки това И-16 се сражават през цялата 1941 г., както и в началото на 1942 г. докато съветските ВВС бъдат окомплектовани с по-съвременни изтребители.
Тактиката, използвана от съветските летци във въздушните боеве с по-модерните немски машини, е разнообразна. Например, опирайки се на добрата маневреност на своя изтребител, те гледат да увлекат противника във вираж, от който съветския изтребител излиза по-бързо и има възможност да открие огън по немския. Друг прийом е използването на т. нар. „отбранителен кръг“, при който самолетите се подреждат така, че всеки защитава гърба на другия. Този прийом е предпочитан, заради превъзходството на немските Ме-109, но е слабо ефективен, защото отбраняващите се самолети от „кръга“ предоставят инициативата в боя на противниковите изтребители. Ако противниковата формация е предварително засечена, на прехват излитат две групи. Едната извършва дава вид, че атакува формацията, а след това се отдръпва и заема „отбранителен кръг“, като увлича след себе си изтребителите за съпровождение. В това време втората група атакува останалите без прикрите бомбардировачи.
Немските изтребители, летящи на „свободен лов“, причиняват много неприятности на руснаците. Те летят обикновено на голяма височина и дебнат за повредени или изоставащи от формацията самолети, пикират към тях и ги свалят, след което се изтеглят с висока скорост. Тъй като в началните години от войната съветските самолети почти нямат радиостанции, летящите напред самолети дори не разбират какво се случва зад тях. Често по този начин от немците са сваляни до половината самолети във формация, докато бъдат забелязани. А ако пилотът успее да забележи връхлитащия го немски изтребител, то се препоръчва да тръгне срещу него в челна атака, използвайки широкото „чело“ на своя двигател като щит.
Въпреки че е смятан за остарял, И-16 е достоен противник. Немският историк Ханс Редеман пише:
| „ | Когато на 22 юни 1941 г. в рамките на плана „Барбароса“ започва немското нападение срещу Съветския съюз, И-16 е все още стандартен изтребител на съветските военновъздушни сили. Въоръжените с него полкове понасят основната тежест на отбранителните боеве и те правят това с храброст. От немска страна и днес се пише с респект за И-16 | “ |
| H. Redeman. Die Bahnbrechenden Konstruktionen im Flugzeugbau. Цит. според: Ив. Бориславов, Съветските изтребители в небето на 22 юни 1941 г., приложение на сп. Клуб Криле, 2001, бр. 5 (май) | |   |

През 1943 г. още има полкове летящи на И-16, а като последно подразделение имащо на въоръжение такива самолети, се смята 3-та изтребителна ескадрила от Червенознаменния Балтийски флот, превъоръжена с Як-7 през февруари 1944 г.

## На служба в други ВВС

### Китай
В периода 1937 – 1941 г. Китай закупува от СССР 1250 самолета, от тях 215 са И-16 тип 5 и тип 10. Цената, платена за И-16, е 40 000 американски долара за всеки. Те пристигат в Китай разглобени, като се сглобяват и облитат в Урумчи. Китайците планират да започнат производството на самолета, но се отказват по политически съображения.

### Испания
Републиканското правителство закупува от СССР срещу твърда валута 455 И-16 и 20 УТИ-4, от които пристигат съответно 422 и 4 машини. Това число е спорно и специалистите днес считат, че са получени около 350 машини. От тях 129 И-16 тип 5, 157 тип 6 и 136 тип 10. Франкистите се опитват да организират собствено производство на самолета. В завода SAF-15 в Аликанте до края на 1938 г. са произведени 4 машини, а до края на войната още 10, но те не вземат участие в бойните действия.

### Финландия
По време на Зимната война през 1940 г. един изтребител И-16 тип 18 със зимно ски-шаси извършва принудително кацане на противникова територия и е пленен от финландците. Той е ремонтиран и включен в състава на Финландските ВВС, като на него летят много пилоти. На 15 април 1941 г. е предаден на Луфтвафе.
Когато военните действия между СССР и Финландия се възобновяват в хода на Втората световна война, финландците успяват да пленят още 5 И-16, които използват до 2 ноември 1943 г., когато са преведени в резерва.

### Луфтвафе
След края на Гражданската война в Испания националистите изпращат един от пленените И-16 в Германия. Следващият образец в германски ръце е предаден от финландците – пленен от тях през Зимната война. След нахлуването в СССР на съветските летища немците пленяват стотици И-16, много от които напълно изправни и с много запасни части за тях. Въпреки това те използват само няколко броя УТИ-4 като учебни машини. Към трофейните „ишаци“ е проявен интерес от страна на Иран и Япония, но до сделка в крайна сметка не се стига.

### Румъния
През 1941 г. румънските части, воюващи на страната на Германия, пленяват в Крим и Бесарабия 16 „ишака“. Един от тях (тип 29) е използван за учебни боеве с румънските изтребители IAR-39 и IAR-80.

### Полша
През март 1944 г. на въоръжение на 1-ИАП „Варшава“ постъпва един И-16 тип 5, който още есента на същата година е изведен от въоръжение. Освен него в Полша летят и два УТИ-4, единият от които се поддържа в летателна готовност до 1947 г. Изписани са от строя през 1949 г.

### Монголия
Няма точни данни за монголските И-16. Според някои сведения те се появяват в Монголия през 1942 г. когато монголската смесена авиодивизия получава 30 машини от този тип, голяма част от които И-16 тип 10.

### Япония
В Япония има няколко трофейни машини от типовете 5 и 6, пленени в Китай. Поне един преминава изпитания в базата в Тачикава.

## Съветски асове, воювали с И-16
- А. В. Алелюхин – два пъти Герой на Съветския съюз
- А. В. Ворожейкин – два пъти Герой на Съветския съюз
- Б. Ф. Сафонов – два пъти Герой на Съветския съюз
- В. Т. Талалихин – Герой на Съветския съюз – един от първите пилоти извършили въздушен таран през нощта.
- И. И. Иванов – Герой на Съветския съюз
- Н. П. Жердев – Герой на Съветския съюз
- П. М. Камозин – два пъти Герой на Съветския съюз
- С. И. Грицевец – два пъти Герой на Съветския съюз

## Модификации

### Серийни модификации
- И-16 тип 4 – Първа серийна модификация на И-16 с двигател М-22. Въоръжението е 2 х 7.62-мм картечници ШКАС.

- И-16 тип 5 – Двигателят е заменен с М-25, лицензна версия на американския Wright R-1820-F3. Произведени 327 броя.

- И-16 тип 6 – Модификация, произвеждана в неголеми количества и предназначена за Испания (но всъщност нито една машина от този модел не пристига в Испания). В долната част на тялото е монтирана трета картечница ШКАС.

- И-16 тип 10 – Двигател М-25В. Монтирани са още две картечници ШКАС над двигателя (в сравнение с базовия тип 4; картечниците стават общо четири). Сложен е друг прицел, усилени са конструкциите на крилата и тялото. Подобрени са и механизацията на крилото, конструкцията на кабината; поставен е нов маслорадиатор. Произведени 934 бр.

- И-16 тип 12 – Малобройна серия, при която до 7.62-мм картечници в крилете са поставени 2 х 20-мм оръдия ШВАК. Произведени са 12 екземпляра.

- И-16 тип 14 (УТИ-2) – Двуместна невъоръжена учебна модификация с неприбираемо шаси (на руски: УТИ – Учебно-Тренировъчный Истребитель – Учебно-Тренировъчен изтребител).

- И-16 тип 15 (УТИ-4) – Двуместна невъоръжена модификация с двойно управление. Произвежда се с двигатели М-25А и М-25В. Произведени 3189 бр.

- И-16 тип 17 известен и като И-16П – Крилните картечници ШКАС са заменени с 20-мм оръдия ШВАК. Произведени са 341 машини.

- И-16 тип 18 – Това е модификация на И-16 тип 10, на която двигателят М-25В е сменен с по-мощния М-62. Въоръжение 4 картечници. Произведени 177 бр.

- И-16 тип 24 – Развитие на И-16 тип 18, променен в съответствие с новите норми за летателна годност, приети през 1937 г. Двигател М-63, усилено е шасито, подобрена е кабината и оборудването. Произведени 934 бр.

- И-16 тип 27 – Модификация на оръдейния тип 17 с двигател М-62. Произведени 59 бр.

- И-16 тип 28 – Вариант на оръдейния тип 27 с двигател М-63. Произведени са 293 машини.

- И-16 тип 29 – Последната модификация на изтребителя, произвеждана серийно. Премахнати са двете картечници в крилата, а в тялото е монтирана една 12.7-мм картечница БС (въоръжението става 2 х 7.62-мм картечници и 1 х 12.7-мм). Предвидена е възможност за окачване на реактивни снаряди и допълнителни горивни резервоари под крилата. Доработено е шасито, преместен е маслорадиаторът, намален е даметърът на витлото. Двигателят е М-63. На някои самолети са монтирани радиостанции. Произведени са 650 машини от тази модификация.

### Експериментални и проектни модификации
Разработени са над 20 експериментални модификации на тази машина, с цел да се изпробват различни нововъведения, увеличаване на въоръжението, скоростта, тавана, далечината на полета и прочее.

## Проект „Звено“ или „Циркът на Вахмистров“
Интересна страница от биографията на И-16 е участието му в проекта „Звено“, предложена от конструктора В. С. Вахмистров още в края на 20-те г. Тя предвижда използването на тежък бомбардировач като въздушен самолетоносач – под или над крилата и тялото му се окачат изтребители или щурмови самолети, които при наближаване на целта се отделят от носителя и я атакуват. По-този начин се увеличава техния радиус на действие. В СССР през трийсетте години се правят много изпитания на тази система в различни варианти (модел и брой на носените самолети, различни носители и т.н.). Заради екзотичния ѝ вид тя получава пилотското прозвище „Циркът на Вахмистров“. И-16 се изпитва като съставна част от варианта „Звено-СПБ“. При него бомбардировач ТБ-3 носи под крилете два изтребителя И-16, въоръжени с 2 х 250 кг бомби и действащи като пикиращи бомбардировачи над целта (СПБ – Скоростен Пикиращ Бомбардировач).
В края на 1930-те години работата по проекта „Звено“ е спряна, но в началото на Великата Отечествена война отново се сещат за нея. На 26 юли 1941 г. е решено да бъде проверено действието ѝ в реални бойни условия. За целта два ТБ-3 с по два И-16 тип 5 под крилете атакуват румънските нефтопреработвателни съоръжения в Констанца. На 40 км от целта И-16 се отделят от бомбардировачите и успешно изпълняват мисията – съоръженията са унищожени. Следват още няколко акции на системата „Звено-СПБ“, като последните са през 1942 г., – всички те показват много висока резултатност. Използането на системата е прекратено заради повишения риск, създаден от съвременните противникови изтребители.

## Тактико-технически характеристики
| ТТХ                      | И-16 тип 4                | И-16 тип 5     | И-16 тип 10    | И-16 тип 12                        | И-16 тип 15 | И-16 тип 17                 | И-16 тип 18    | И-16 тип 24    | И-16 тип 27                 | И-16 тип 28                 | И-16 тип 29                            |
| ------------------------ | ------------------------- | -------------- | -------------- | ---------------------------------- | ----------- | --------------------------- | -------------- | -------------- | --------------------------- | --------------------------- | -------------------------------------- |
| Година на производство   | 1935                      | 1936           | 1938           | 1937                               | 1937        | 1939                        | 1939           | 1939           | 1939                        | 1939                        | 1940                                   |
| Размах на крилете, м     | 9.000                     | 9.000          | 9.004          | 9.004                              | 9.004       | 9.004                       | 9.004          | 9.004          | 9.004                       | 9.004                       | 9.004                                  |
| Височина, м              | 3.250                     | 3.250          | 3.250          | 3.250                              | 3.250       | 3.250                       | 3.250          | 3.250          | 3.250                       | 3.250                       | 3.218                                  |
| Дължина, м               | 5.860                     | 5.985          | 6.074          | 5.985                              | 5.985       | 6.074                       | 6.074          | 6.130          | 6.074                       | 6.130                       | 6.130                                  |
| Двигател; мощност, к. с. | М-22, 480                 | М-25А, 730     | М-25, 750      | М-25А, 730                         | М-25А, 730  | М-25В, 750                  | М-62, 800      | М-63, 900      | М-62, 800                   | М-63, 900                   | М-63, 900                              |
| Маса празен, кг          | 1354                      | 1508           | 1716           | 1718                               | 1458,2      | 1810                        | 1830           | 1882           | 1807,9                      | 1988                        | 1940                                   |
| Полетно тегло, кг        | —                         | 1118,5         | 1327           | 1160                               | 1156,2      | 1425,5                      | 1433,5         | 1382,5         | 1335,5                      | 1403,1                      | 1383                                   |
| Максимална скорост, км/ч | 346                       | 445            | 448            | 431                                | 450         | 425                         | 461            | 462            | —                           | 463                         | 470                                    |
| Практически таван, м     | 7440                      | 9100           | 8470           | 8240                               | 8960        | 8240                        | 9300           | 9700           | —                           | 9950                        | 9800                                   |
| Далечина на полета, км   | 680                       | 540            | 525            | 520                                | 364         | 417                         | 485            | 440            | 458                         | —                           | 440                                    |
| Въоръжение               | 2х7.62-мм картечници ШКАС | 2х7.62-мм ШКАС | 4х7.62-мм ШКАС | 2х7.62-мм ШКАС 2х20-мм оръдия ШВАК | —           | 2х7.62-мм ШКАС 2х20-мм ШВАК | 4х7.62-мм ШКАС | 4х7.62-мм ШКАС | 2х7.62-мм ШКАС 2х20-мм ШВАК | 2х7.62-мм ШКАС 2х20-мм ШВАК | 2х7.62-мм ШКАС 1х12.7-мм картечница БС |